# 我的30个工作天
《我的30个工作天：〝桃姐〞拍摄日记》是香港艺人劉德華于2012年发表的一本日记式记实性书籍，内容是有关在拍摄2011年电影《桃姐》期间的感想与领悟，书中搭配有300幅电影剧照与花絮图片。

## 内容
1. 《桃姐》主创（许鞍华、李恩霖、秦海璐与葉德嫻四人）的感悟与推荐；
2. “30天日记”内容；
3. 刘德华独家写真照片；
4. 电影《桃姐》剧照；
5. 《桃姐》配图剧本精彩篇章、剧情大解密。

## 创作
原本这些日记是劉德華陆续发布在華仔天地的论坛上（2011年8月22日-9月24日）跟家人（即FANS）分享的，后来结集出版成为此书。劉德華在自序中写道“三十篇个人趣事、心境抒发……当然不能与桃姐遗爱人间相提并论，若万一能有一言半语使你有半分共鸣、一点启发，也算美事一桩吧”。

## 宣传与发售
中国大陆版于2012年2月27日由中国华侨出版社正式出版发行。劉德華本人于2012年3月9日到台湾宣传电影《桃姐》，3月10日下午在台北为上千名粉丝举行了一场本书的签售会。